# Рейд на Сен-Назер
Рейд на Сен-Назер (англ. St Nazaire Raid) или Операция «Колесница» (англ. Operation Chariot) — спецоперация сил британских коммандос и королевского флота, проведённая 28 марта 1942 года во время Второй мировой войны, в ходе которой англичанам удалось вывести из строя до конца войны сухой док Луи Жубер Лок (англ. Louis Joubert Lock) во французском городе Сен-Назер, крупном порту и базе кригсмарине — единственный сухой док на побережье Атлантики, способный принимать самый мощный корабль в составе кригсмарине (после потопления «Бисмарка») — линкор «Тирпиц».

## Предыстория

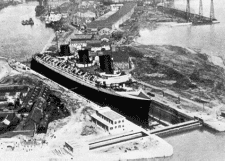
Лайнер «Нормандия» в доке Сен-Назера

Город Сен-Назер расположен на северном берегу Луары, в 400 километрах (250 миль) от ближайшего британского порта. В 1942 году в городе проживало около 50 тыс. человек. Порт внешней гавани Сен-Назера, известный как Аванпорт (фр. Avant Port), был образован двумя пирсами, выступающими в Атлантический океан. С помощью двух уровней шлюзов происходил контроль уровня воды в гавани, так, что он не изменяется под действием приливов. Также действовал док, известный как Бассейн де Пенуэт (фр. Basin de Penhoët), который мог принимать суда водоизмещением до 10000 английских тонн (10160 тонн в метрической системе мер). Существовал также старый вход в залив Сен-Назер через северо-западную часть дока Луи Жубер Лок, который считался крупнейшим сухим доком в мире. Именно в этом доке в 1932 году был построен знаменитый лайнер Нормандия. Посередине между южным пирсом и Аванпортом располагалась пристань «Старый мол» (англ. Old Mole).
24 мая 1941 года в Датском проливе состоялось сражение между кораблями Королевского флота Великобритании (линкор «Принц Уэльский» и линейный крейсер «Худ») и кораблями кригсмарине (линкор «Бисмарк» и тяжёлый крейсер «Принц Ойген»). В ходе сражения был потоплен «Худ», а «Принц Уэльский» получил тяжёлые повреждения. «Бисмарк», также получивший серьёзные повреждения, направился в порт Сен-Назер, где находился единственный в Атлантике док, способный принять корабль такого типа, однако был потоплен британскими кораблями и авиацией в 380 милях к юго-западу от ирландского города Корк.
Летом 1941 года Отдел военно-морской разведки Великобритании (англ. Britain's Naval Intelligence Division) предложил организовать рейд на Сен-Назер, с целью вывести из строя док Луи Жубер Лок. В январе 1942 года, когда линкор «Тирпиц», принадлежащий к тому же классу, что и «Бисмарк», стал представлять реальную опасность для флота союзников, в Объёдинённом оперативном штабе (англ. Combined Operations Headquarters, ООШ) началась разработка плана рейда. Разработчики плана исходили из того, что в случае вывода из строя единственного дока, способного принимать «Тирпиц», немцы не решатся выводить линкор в Атлантику.
При разработке операции ООШ рассмотрел несколько вариантов разрушения дока. В связи с тем, что на первом этапе войны британское командование стремилось избегать жертв среди гражданского населения, исключался вариант налёта на док бомбардировщиков, которые не смогли бы уничтожить цель, не вызвав потерь среди мирного населения. Управление специальных операций (УСО) заявило, что его агенты не смогли бы взорвать док с помощью взрывчатки, так как для перевозки заряда необходимой мощности потребовалось бы слишком много людей. Вариант использования военных кораблей для разрушения дока был также отвергнут, так как любой корабль с достаточной для выполнения этого задания огневой мощью был бы обнаружен береговой артиллерией противника задолго до подхода к цели.
В конечном итоге, было решено использовать для рейда подразделения британских коммандос при поддержке военно-морского флота. Было заранее рассчитано, что в конце марта будут особенно сильные приливы, из-за чего уровень моря у Сен-Назера будет значительно выше обычного, что позволяло британским кораблям пройти через песчаные отмели в устье Луары и войти в док по кратчайшему пути.

## План рейда

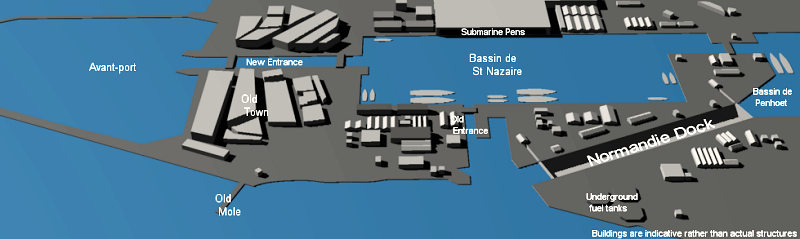
План порта Сен-Назер в 1942 году

В первоначальном плане рейда были обозначены три основные цели — вывод из строя дока, разрушение старых шлюзов у входа в гавань Сен-Назера вместе с насосной техникой, а также уничтожение всех судов, стоящих в гавани, включая подводные лодки. Для высадки десанта планировалось использовать два эсминца — первый должен был высадить коммандос на берег, после чего последние заложили бы взрывчатку в доке. Затем он должен был быть взорван вместе с сооружениями дока. Второй эсминец, при огневой поддержке ВВС, должен был забрать коммандос.
Когда этот план был представлен на утверждение Адмиралтейства, он был отвергнут в связи с тем, что Адмиралтейство ни при каких обстоятельствах не желало допустить потери кораблей. Было предложено использовать для высадки коммандос и их последующей эвакуации корабль «Свободной Франции» «Ураган» (фр. Ouragan) при поддержке флотилии малых катеров. 3 марта 1942 года был утверждён окончательный план рейда, получивший название Операция «Колесница» (англ. Operation Chariot). В итоговом варианте плана было сокращено число самолётов, которые должны были подавлять немецкую артиллерию. В связи с этим, премьер-министр Великобритании Уинстон Черчилль высказался за более тщательный выбор целей для авиаударов в ходе проведения операции.
При разработке плана операции Объединённый оперативный штаб работал совместно с другими ведомствами — такими как Отдел военно-морской разведки, который занимался сбором информации о дислокации немецких войск, Секретная разведывательная служба, предоставившая подробный план Сен-Назера, военная разведка, предоставившая информацию о дислокации артиллерии противника. Технические характеристики дока Луи Жубер Лок были получены из довоенных технических журналов. С помощью разведданных, полученных в результате расшифровки сообщений, кодированных немецкой шифровальной машиной «Энигма», удалось выяснить расположения минных полей на побережье и маршруты пролётов Люфтваффе в этом районе.

## Состав сил рейда

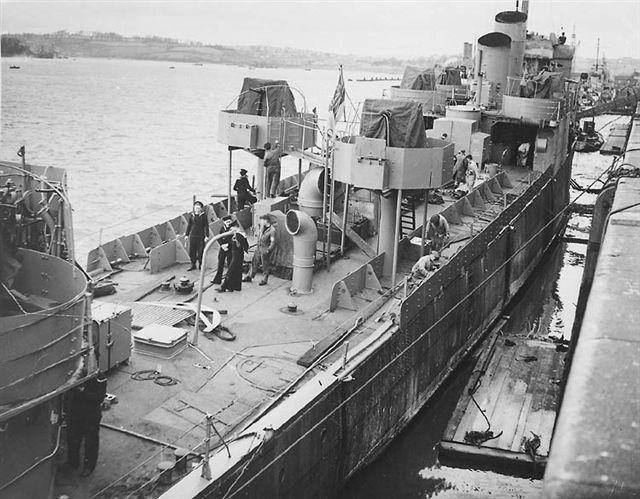
Солдаты английского десанта на борту эсминца «Кэмпбелтаун» в процессе подготовки к рейду на порт Сен-Назера. В ходе подготовки к операции эсминец был серьёзно переоборудован.

Для участия в рейде был выбран устаревший эсминец «Кэмпбелтаун» (англ. HMS Campbeltown), в прошлом — американский миноносец «Бьюкенен» (англ. USS Buchanan), переданный США флоту Великобритании в рамках договора от 2 сентября 1940 года «Эсминцы в обмен на соглашение по базам». Командовал эсминцем лейтенант-коммандер Стивен Халден Битти (англ. Stephen Halden Beattie). В соответствии с планом операции, «Кэмпбелтаун» должен был протаранить шлюзы дока.
Для подготовки «Кэмпбелтауна» к рейду потребовалось десять дней. Эсминец был облегчён, его водоизмещение сокращено настолько, чтобы он мог спокойно проходить через песчаные отмели в устье Луары. Это было достигнуто путём полного демонтажа всего оборудования внутренних отсеков. На верфи с эсминца были сняты три 4-дюймовых (100 мм) орудия, торпеды и глубинные бомбы, вместо них были установлены 12-фунтовые орудия. На верхней палубе было установлено восемь 20-миллиметровых пушек «Эрликон» (англ. Oerlikon). Борта корабля были устланы двумя слоями брони; также дополнительная броневая защита была установлена на капитанском мостике и в рубке рулевого. Это было сделано для того, чтобы попадание случайного снаряда не вызвало детонацию. Две из четырёх труб были удалены, оставшиеся две — подрезаны; это было сделано для того, чтобы силуэт «Кэмпбелтауна» издали можно было бы принять за силуэт немецкого миноносца. На корабле был заложен заряд взрывчатки массой 4,5 тонны, залитый бетоном для того, чтобы его не смогла найти команда разминирования Кригсмарине. Согласно плану операции, «Кэмпбелтаун» должен был быть взорван после того, как коммандос покинут Сен-Назер.
Кроме «Кэмпбелтауна», в рейде участвовали и другие суда. Два эсминца типа «Хант» — «Тайндейл» (англ. HMS Tynedale) и «Эфирстоун» (англ. HMS Atherstone), должны были сопровождать «Кэмпбелтаун» до французского побережья, оставшись в открытом море во время самой операции. На артиллерийском катере MGB 314 находился командный пункт, с которого командующий рейдом и начальник коммандос осуществляли руководство операцией. Перед торпедным катером MTB 74 под командованием младшего лейтенанта Майкла Вина были поставлены две задачи: в случае, если ворота внешнего шлюза были бы открыты, он должен был торпедировать ворота внутреннего шлюза, в противном случае капитану катера было приказано торпедировать шлюзовые ворота в старом бассейне Сен-Назера. Для переброски коммандос к месту десанта предназначались 12 моторных катеров, входившие в состав 20-й и 28-й флотилий. Каждый из них был вооружён двумя «Эрликонами», по одному на носу и на корме, и пулемётом «Льюис». Незадолго до начала рейда в состав сил эскадры были включены ещё четыре моторных катера из 7-й флотилии, вооружённых, как правило, 3-фунтовым орудием Викерс, двумя пулемётами «Льюис» (по одному на носу и корме) и имевшими на борту по 12 глубинных бомб. Эти катера должны были отвлекать на себя корабли Кригсмарине в устье Луары. К верхней палубе каждого катера был прикреплён дополнительный топливный бак объёмом 500 галлонов. Наконец, в операции участвовала подлодка типа «S» «Осётр» (англ. HMS Sturgeon), которая должна была служить навигационным маяком для руководства действиями сил рейда.

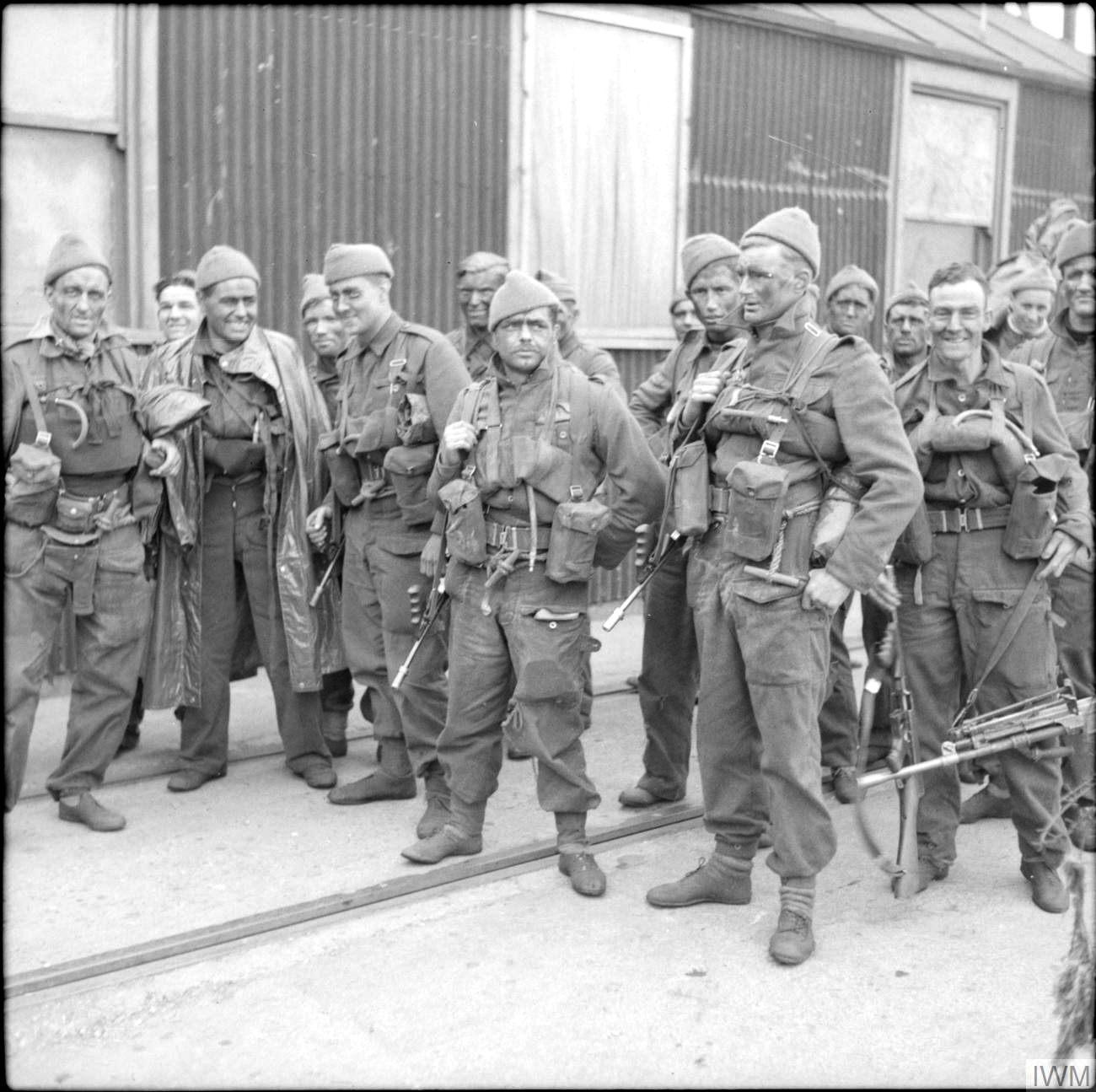
Британские коммандос. 1942 год

Командующим силами коммандос был назначен подполковник Огастес Ньюмен из 2-го батальона коммандос, которым он командовал, в состав сил рейда было выделено 173 бойца. Остальные 92 бойца были выделены из других батальонов коммандос — 1-го, 3-го, 4-го, 5-го, 9-го и 12-го. Коммандос были разделены на три группы: первую и вторую разместили на катерах, а третью — на борту «Кэмпбелтауна». Первая группа, которой командовал капитан Ходжесон (англ. Hodgeson), должна была захватить пристань «Старый мол» и уничтожить немецкую зенитную артиллерию на южных причалах, затем прийти в старую часть города и взорвать электростанцию, переправы и шлюзы, ограждающие выход в залив Сен-Назер через Аванпорт. Главной целью был захват причала — после выполнения этого задания группа должна была начать подготовку к эвакуации. Вторая группа, под командованием капитана Бёрна (англ. Burn), должна была высадиться возле старого входа в залив Сен-Назер, взорвать шлюзы, ограждающие этот вход, уничтожить немецкую зенитную артиллерию, отбив, в случае необходимости, атаки подводных лодок противника. Третья группа, под командованием майора Уильяма (Билла) Копланда (англ. William «Bill» Copland), также бывшего заместителем командующего Ньюмана, должна была обеспечить безопасность территории вокруг Кэмпбелтауна, когда он причалит к берегу, уничтожить находящиеся неподалёку шлюзы, насосные станции и топливные баки. Все три группы были разделены на штурмовые команды, диверсионные команды и команды обороны. Первыми должны были столкнуться с врагом штурмовые команды; перед ними была поставлена задача расчистить путь для бойцов двух других видов команд. После этого бойцы диверсионных команд должны были заложить взрывчатку на объекты, обозначенные в плане операции, а бойцы команд обороны, вооружённые пистолетами-пулемётами Томпсона, в это время должны были защищать их от огня противника. Значительную помощь в планировании операции оказал капитан Корпуса королевских инженеров Билл Причард (англ. Bill Pritchard), до войны работавший на Большой Западной железной дороге. В 1940 году, во время службы в Британском экспедиционном корпусе во Франции, он предложил план эвакуации оборудования французских портов, в том числе и порта Сен-Назер, на случай угрозы захвата их вермахтом. Этот план не удалось воплотить в жизнь, но британское командование оценило усилия Причарда и воспользовалось его помощью при подготовке рейда на Сен-Назер.

## Силы вермахта

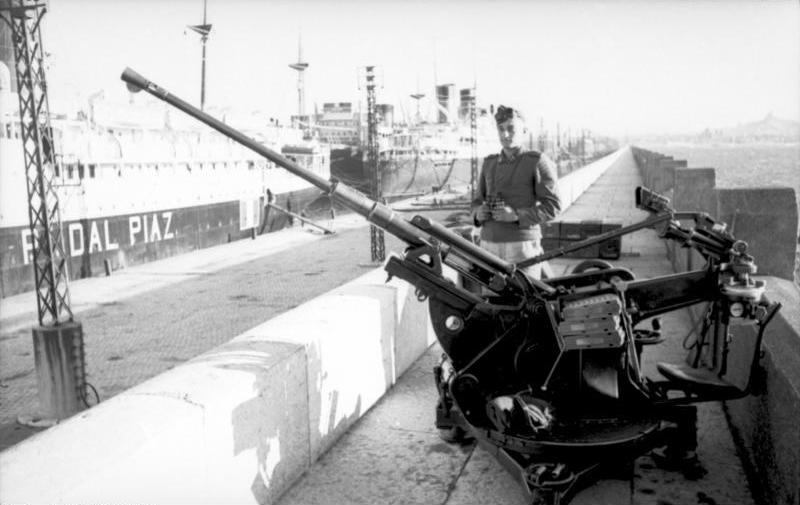
Немецкое 20-миллиметровое орудие ПВО

В районе Сен-Назера было около 5000 немецких солдат. Сен-Назерский порт оборонял 280-й морской артиллерийский батальон под командованием капитана-цур-зее Эдо Дикманна (нем. Edo Dieckmann). На вооружении батальона было 28 орудий различного калибра, от 75-мм пушек до 280-мм орудий железнодорожной артиллерии. Также защиту порта обеспечивала 22-я бригада морской зенитной артиллерии в составе трёх батальонов — 703-го, 705-го и 809-го, которой командовал капитан-цур-зее Карл-Конрад Мекке (нем. Karl-Conrad Mecke). Она имела 43 зенитных орудия с калибрами от 20 до 40 мм. Эти орудия могли использоваться и в качестве зенитных, и в качестве орудий береговой обороны. Многие из них были размещены на подводных лодках и других объектах Сен-Назерской базы субмарин.
За оборону порта и находящихся в нём судов и подводных лодок отвечал командир порта, корветтен-капитан Келлерман (нем. Kellerman). 333-я пехотная дивизия отвечала за оборону побережья на участке между Сен-Назером и Лорьяном. Часть войск дивизии была размещена непосредственно в городе, часть — в окрестных деревнях. В случае нападения на порт они должны были быть немедленно переброшены к месту высадки войск союзников.
В устье Луары стояли три корабля кригсмарине — эсминец, военно-морской траулер и тральщик класса «Шпербрехер» (нем. Sperrbrecher), причём последний стоял в порту Сен-Назер в качестве сторожевого корабля. В ночь на 28 марта в гавани также находились четыре лодки и десять тральщиков типа М из 16-й и 42-й флотилий. В доках Сен-Назера стояло два танкера. 6-я и 7-я флотилии подводных лодок, которыми командовали соответственно капитан-лейтенант Георг-Вильгельм Шульц (нем. Georg-Wilhelm Schulz) и корветтен-капитан Герберт Золер (нем. Herbert Sohler), постоянно базировались в порту. Численность обеих флотилий на момент рейда неизвестна. За день до рейда, 27 марта, база подводных лодок была проинспектирована командующим подводным флотом кригсмарине вице-адмиралом Карлом Дёницем (нем. Karl Dönitz). В разговоре с ним корветтен-капитан Золер заявил, что «нападение на базу будет опасным и в высшей степени невероятным» (англ. «An attack on the base would be hazardous and highly improbable»).

## Ход операции

### Выход конвоя
26 марта 1942 года в 14 часов из порта Фалмут вышел конвой в составе трёх эсминцев и 16 катеров. В процессе движения суда разделились на три колонны, среднюю образовали эсминцы. По прибытии в Сен-Назер катера из левой колонны должны были высадить коммандос, находящихся у них на борту, на пристань «Старый мол», катера из правой колонны — возле старого входа в залив. Катера MTB 314 и MGB 74 были взяты на буксир «Кэмпбелтауном» и «Эфирстоуном». 27 марта в 07:20 эсминец «Тандейл» обнаружил подводную лодку кригсмарине и открыл по ней огонь — впоследствии выяснилось, что это была U-593. В погоню за подлодкой были посланы два эсминца, на неё были сброшены глубинные бомбы, но ей удалось уйти, не получив повреждений. Эсминцы вернулись в конвой в 09:00. Затем на пути конвоя появились два французских рыболовецких траулера — из соображений сохранения секретности проводимой операции они были затоплены, а их экипажи взяты в плен. В 17:00 конвой получил сообщение от командующего войсками округа Плимут о том, что недалеко от конвоя находятся пять немецких торпедных катеров. Два часа спустя было получено другое сообщение, в котором говорилось, что к конвою должны присоединиться ещё два эсминца — «Кливленд» (англ. HMS Cleveland) и «Броклсби» (англ. HMS Brocklesby).
В 21 час, когда конвой был на расстоянии 65 морских миль (120 километров) от Сен-Назера, он сменил курс и направился к устью Луары, оставив «Эфирстоун» и «Тандейл» патрулировать акваторию. После этого был изменён порядок следования кораблей: возглавляли конвой MGB 74 и два моторных катера, за ними шёл «Кэмпбелтаун», оставшиеся моторные катера сформировали две колонны по обе стороны эсминца, замыкал конвой MTB 314. Первым судном, потерянным во время рейда, стал моторный катер ML 341, экипаж которого был вынужден оставить его из-за остановки двигателя. В 22:00 подлодка «Осётр» зажгла навигационные огни, для того, чтобы корабли смогли идти в ночных условиях. Примерно в это же время на «Кэмпбелтауне» был поднят немецкий военно-морской флаг, чтобы его можно было принять за эсминец кригсмарине.

### Авиаудар
Атаке с моря предшествовала бомбардировка силами Королевских ВВС, не приведшая ни к каким результатам.

27/28 Марта 1942 года. Рейд на Сен-Назер. 35 бомбардировщиков Whitley и 27 Wellington вылетели на бомбежку немецких позиций в окрестностях Сен-Назера для поддержки операции ВМФ и коммандос по уничтожению сухого дока. Самолёты имели приказ отработать по цели только в случае чёткой видимости объекта. Но в условиях сильного обледенения и сплошной облачности (10 из 10 по шкале видимости), только четыре самолёта отбомбились по городу. Шесть самолётов сбросили бомбовый груз над запасными целями. Один Whitley был потерян над морем при возвращении.
Оригинальный текст (англ.)27/28 March 1942. The St Nazaire Raid. 35 Whitleys and 27 Wellingtons to bomb German positions around St Nazaire in support of the naval and Commando raid to destroy the dry-dock gates in the port. The aircraft were ordered to bomb only if the target had clear visibility. Conditions were bad, however, with 10/1Oths cloud and icing, and only 4 aircraft bombed at St Nazaire; 6 aircraft bombed elsewhere. 1 Whitley was lost in the sea.
— Отчёт командования бомбардировочной авиации Королевских ВВС по лётной активности за март 1942 года
Необычно высокая активность британских бомбардировщиков обеспокоила командующего немецкой 22-й бригадой морской зенитной артиллерии Мекке. В 00:00 28 марта он разослал по войскам предупреждение о том, что в ближайшее время в районе Сен-Назера может быть высажен британский парашютный десант. В 1:00 зенитчики получили от Мекке приказ прекратить стрельбу и погасить прожектора, для того, чтобы бомбардировщики противника не смогли найти порт. В порту был объявлен режим повышенной боевой готовности, работники оборонных предприятий порта и экипажи кораблей эвакуировались в бомбоубежища. Получив информацию об активности британских судов в море, Мекке приказал уделить особое внимание подготовке к обороне входов в порт.

### Прибытие конвоя к месту высадки

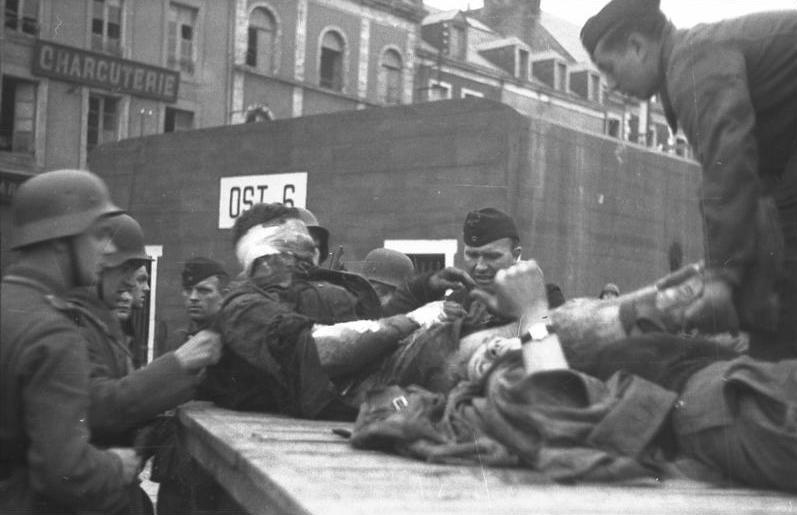
Пленные коммандос

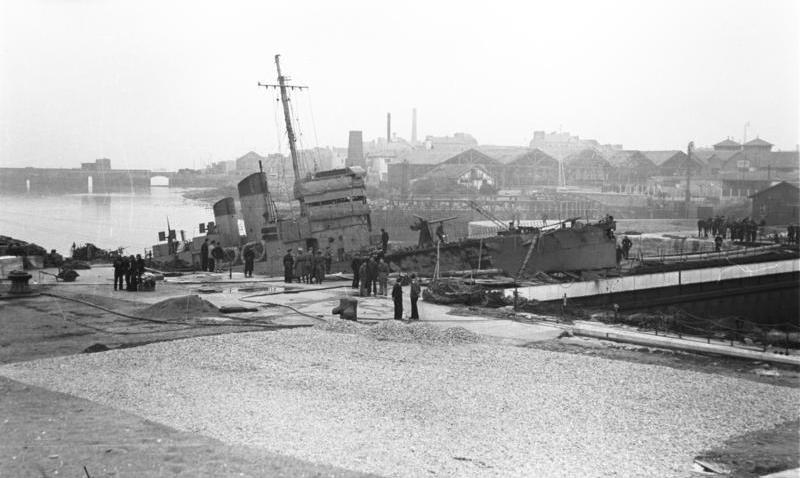
Эсминец «Кэмпбелтаун», проломивший вход в док. Спустя полсуток он взорвётся, уничтожив док и досматривающую его команду

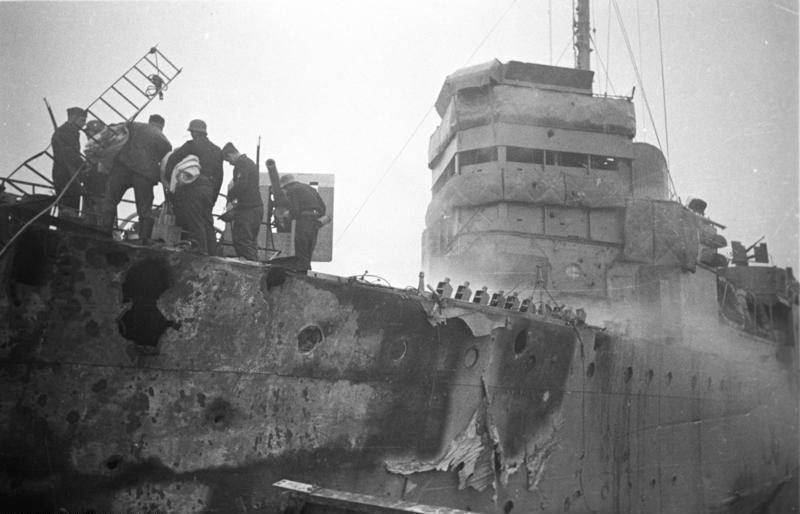
Немцы осматривают «Кэмпбелтаун»

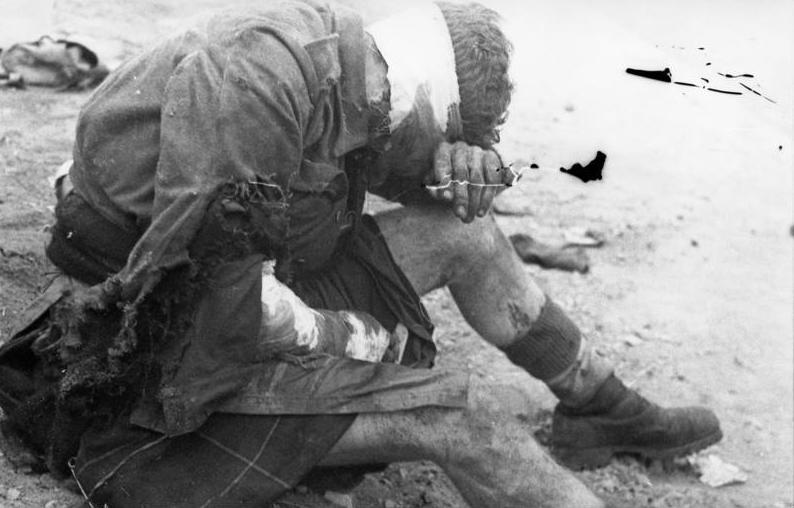
Раненый десантник Том МакКормак, 1st (:en:Liverpool Scottish) Battalion, Queen’s Own Cameron Highlanders

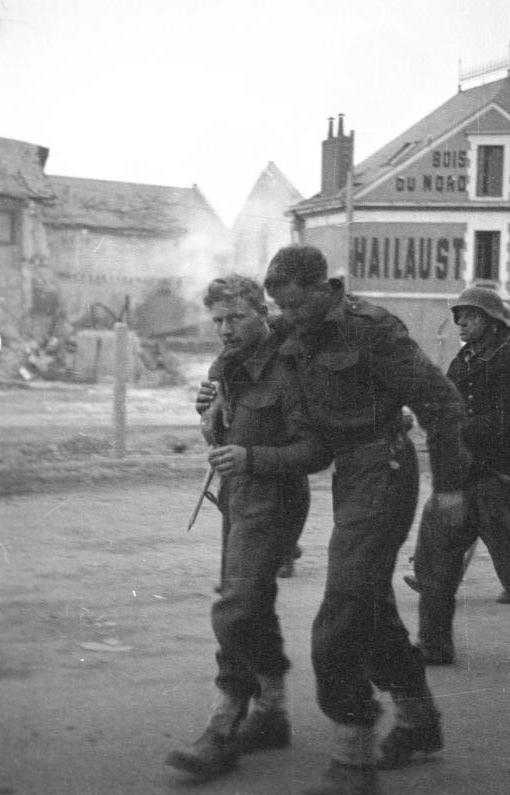
Немцы конвоируют пленных десантников

28 марта в 01:22, когда конвой вошёл в устье Луары, немецкая береговая охрана обнаружила его с помощью прожектора, и, используя военно-морские световые сигналы, потребовала от кораблей конвоя идентифицировать себя. Прежде, чем они успели ответить на сигнал, некоторые береговые батареи открыли огонь по конвою. Вскоре, однако, англичанам удалось убедить немцев в том, что их корабли являются немецкими и, значит, находятся под огнём своих же батарей. Огонь был прекращён.
Однако, через несколько минут немецкие батареи возобновили огонь по кораблям конвоя. В 1:28, когда конвой находился в одной сухопутной миле (~1,6 километрах) от входа в порт, капитан «Кэмпбелтауна» Битти приказал спустить на корабле немецкий флаг и поднять белое знамя британского военно-морского флота, после чего огонь немецких батарей усилился. Сторожевой корабль кригсмарине также открыл огонь по конвою, но прекратил его после того, как каждый из кораблей конвоя дал залп по нему. Когда все корабли подошли к берегу настолько, что немецкие батареи оказались в радиусе действия их орудий, по батареям и прожекторам был открыт ответный огонь. Несмотря на полученные в бою повреждения, «Кэмпбелтаун» смог увеличить скорость до 19 узлов (35 км/ч). Огнём немецких батарей был убит рулевой эсминца, сменивший его новый рулевой был ранен, и его также пришлось сменить. Под шквальным огнём противника «Кэмпбелтаун» подошёл к пристани «Старый мол» и протаранил ворота сухого дока на 33 фута (10 метров).
«Кэмпбелтаун» повредил массивные шлюзы дока и подъёмные механизмы, но торпедные катера, следующие за ним, попали под сильный артиллерийский огонь, и несколько из них были уничтожены сразу. Так, к причалам Сен-Назера сумели подойти только пять из шестнадцати катеров. Уцелевшие корабли поспешили выйти из зоны интенсивного огня, рассчитывая на высадившихся бойцов десанта.

### Высадка
После того, как «Кэмпбелтаун» протаранил ворота дока, началась высадка коммандос. Первыми высадились две штурмовые команды, пять диверсионных команд и группа миномётчиков. Три диверсионные команды приступили к уничтожению насосных станций и прочей инфраструктуры порта. Четвёртой удалось уничтожить четыре немецких зенитных орудия, потеряв при этом четырёх бойцов. Пятая диверсионная команда потеряла почти половину личного состава в бою с силами вермахта.
Действия двух штурмовых команд были не столь успешными. Большая часть моторных катеров, которые должны были доставить десантников к месту высадки, была уничтожена немецким огнём. Только двум катерам — ML 457 и ML 177 — удалось достичь цели: с первого был высажен десант на пристань «Старый мол», второй же добрался до старого входа в порт, после чего десантники добрались до места высадки на двух буксирах, пришвартованных в порту. Кроме них избежали уничтожения только два катера — ML 269, который потерял управление, и ML 160.
К этому времени экипаж эсминца «Кэмпбелтаун», который, согласно плану операции, должен был быть взорван возле входа в порт, покинул корабль. ML 177 подошёл к эсминцу и взял на борт 30 человек из его экипажа, включая Битти и некоторых раненых. Не зная о том, что в ближайшей акватории находятся другие британские суда, способные принять на борт оставшуюся часть команды, майор Копланд приказал своим подчинённым эвакуироваться на пристань «Старый мол».
Подполковник Ньюмен высадился на французский берег в числе первых, несмотря на то, что как командующий силами коммандос, имел право остаться на борту MGB 314 и не подвергать свою жизнь опасности. По его приказу был открыт миномётный огонь по немецкой подводной лодке, находящейся в надводном положении, огонь орудия которой привёл к значительным потерям среди коммандос. Также был открыт пулемётный огонь по немецкому военному траулеру, стоящему в порту, в результате чего траулер, для спасения от огня, был перемещён выше по течению Луары. Под руководством Ньюмана на побережье была организована оборона коммандос от сил вермахта, которая позволила диверсионным группам выполнить свои задачи.
Когда стало ясно, что эвакуировать всех коммандос морем не представляется возможным, на побережье оставалось ещё около 100 коммандос, которые несли большие потери. Собрав оставшихся в живых солдат, Ньюман отдал им три приказа:

Сделать всё возможное, чтобы вернуться в Англию;

Не сдаваться, пока не кончатся боеприпасы;

Не сдаваться вообще, если будет такая возможность.
Оригинальный текст (англ.)To do our best to get back to England;

Not to surrender until all our ammunition is exhausted;

Not to surrender at all if we can help it.

Коммандос, во главе с Ньюманом и Копландом, удалось под плотным огнём противника прорваться из старой части Сен-Назера в новую часть, однако вскоре они были со всех сторон окружены немцами, и, после того, как закончились боеприпасы, были вынуждены сдаться. Большинство из них попало в плен, и лишь пятерым коммандос удалось через территорию оккупированной Франции, Испанию и Гибралтар вернуться на родину.
Ожидаемый взрыв эсминца «Кэмпбелтаун» произошёл лишь в 10 часов 30 минут утра 28 марта; им был уничтожен док и досматривающая его немецкая сапёрная команда и группа высокопоставленных немецких офицеров и военных инженеров (всего порядка 100 чел.).

## Итоги

### Потери
Из 622 участников рейда:
- В Великобританию сумели вернуться 228;
- 5 коммандос с помощью местных жителей сумели вернуться в Великобританию через Испанию и Гибралтар;
- 169 человек погибли (105 матросов, 64 коммандос);
- 215 попали в плен.

Малые суда

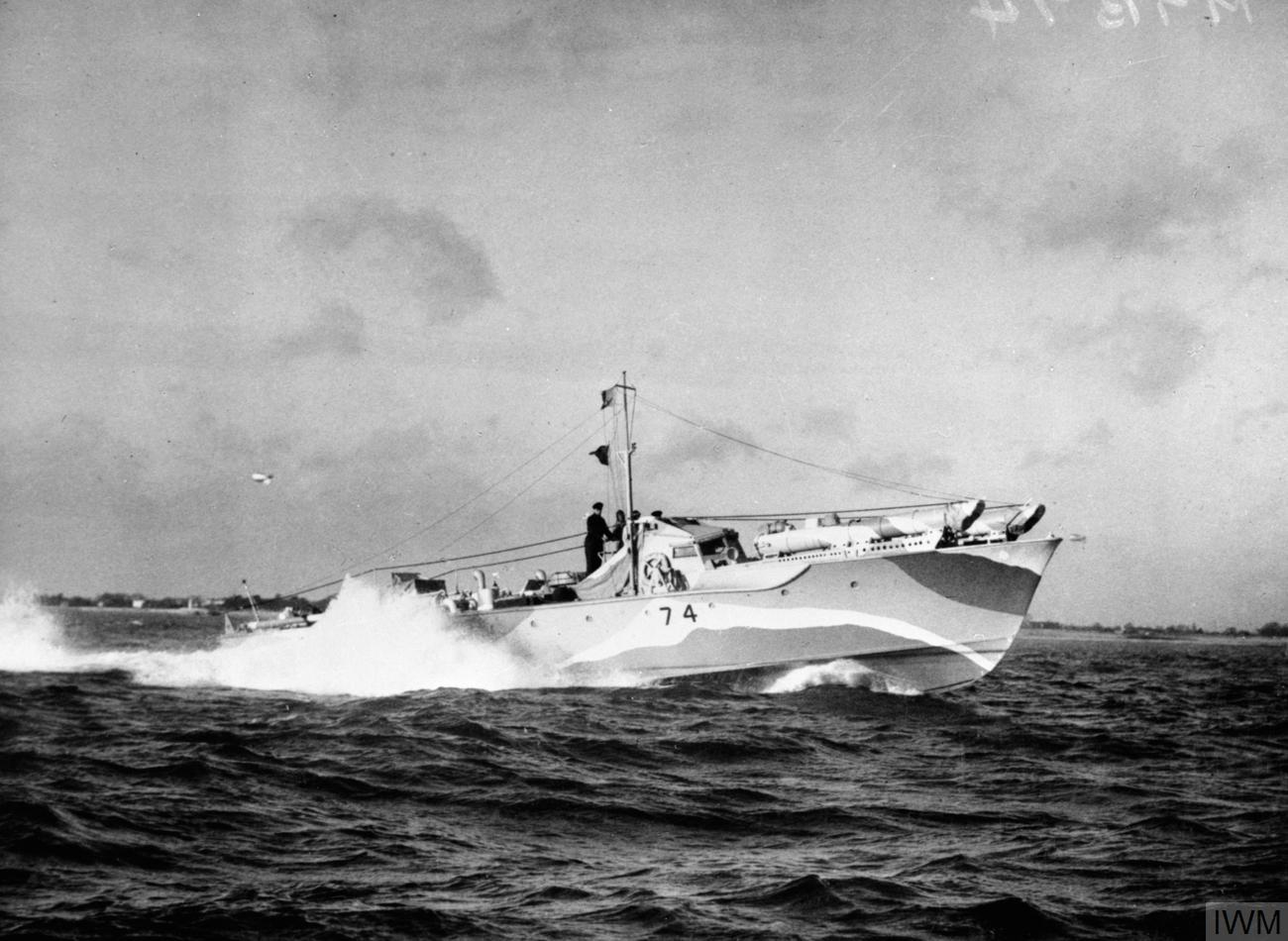
Катер MTB 74

Большинство британских моторных катеров сгорели на подходе к берегу. Катер, возглавлявший правую колонну, загорелся первым, однако капитану удалось довести его до пристани «Старый мол». Выжившие члены экипажа этого катера были подобраны катером ML 160. Катер ML 443 был обстрелян береговыми орудиями прямой наводкой и забросан ручными гранатами в 10 футах (3 метрах), после чего загорелся. Командиры ML 160 и ML 443 лейтенанты Т. Бойд (англ. T Boyd) и Т. Д. Л. Платт (англ. T. D. L. Platt) за храбрость были награждены орденом «За выдающиеся заслуги».
Катера ML 192 и ML 262 затонули в результате пожара, из членов экипажа в живых осталось только шесть человек. ML 268 был взорван, выжил один член экипажа. ML 177, на борту которого находилась часть коммандос, снятых с «Кэмпбелтауна», затонул в районе устья Луары. ML 269 был подбит немецким огнём и потерял управление. Через десять минут команде катера удалось восстановить управление, но возобновившийся вражеский огонь вывел из строя двигатель, после чего катер затонул.
Уничтожен эсминец «Кэмпбелтаун», использованный в качестве тарана.
Результаты операции противоборствующими сторонами были оценены диаметрально противоположно.

### Оценка Германии

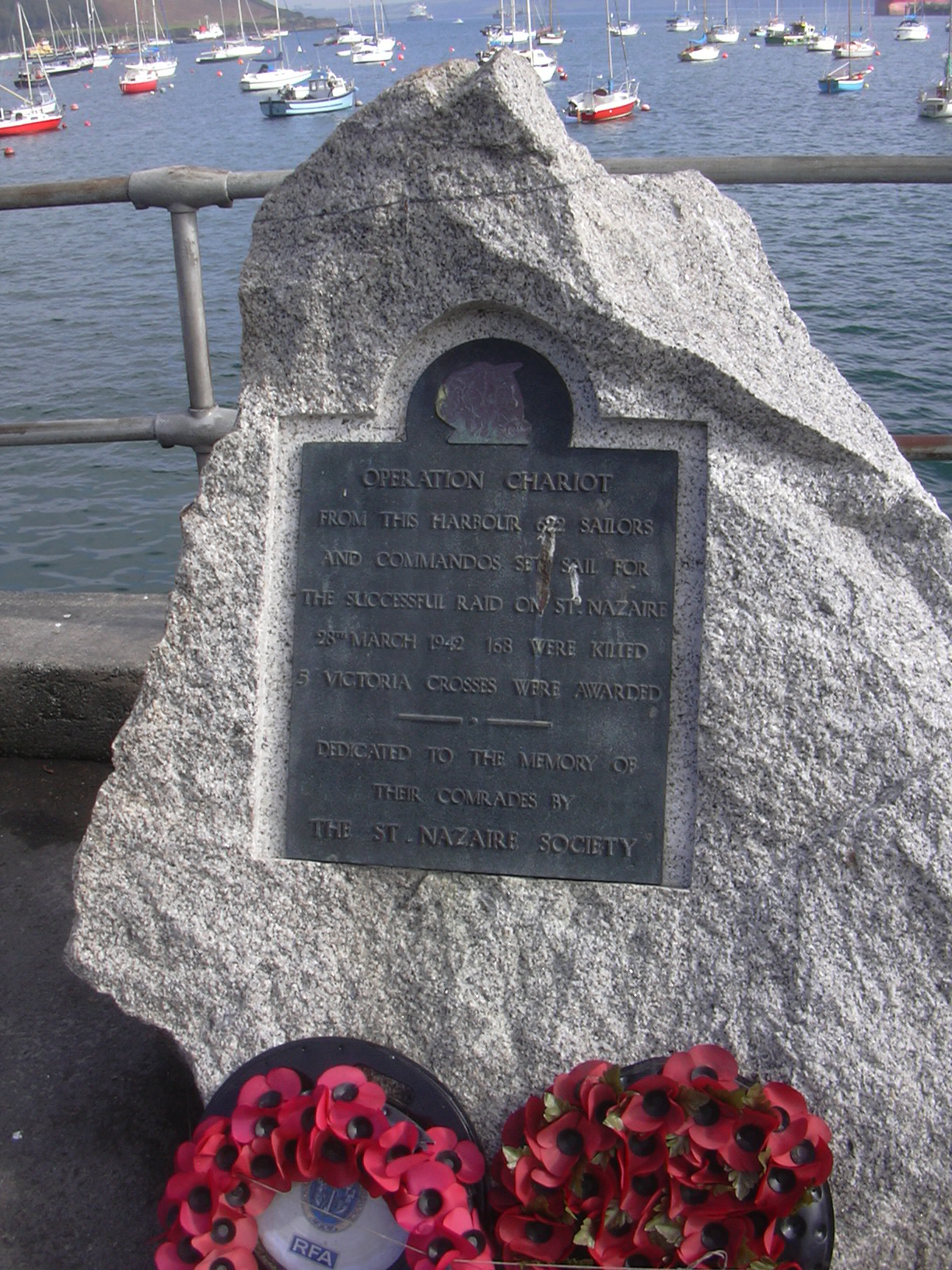
Мемориальный камень в Фалмуте в память о рейде

Германия оценила акцию как провальную, а съёмки пленных английских солдат и затонувших на побережье кораблей королевского флота министерство пропаганды демонстрировало всю войну, вкупе с кинохроникой действительно провального Дьепского десанта, чтобы показать силу оборонительных мощностей атлантического вала и бесперспективность морских десантов сил антигитлеровской коалиции.

### Оценка Великобритании
Великобритания заявила о решительном успехе и полностью достигнутых целях миссии, заочно наградив пленённого немцами офицера, руководившего операцией. По мнению английской стороны, именно по результатам рейда линкор «Тирпиц» так и остался запертым в норвежских фьордах и не смог качественно повлиять на ход войны в Атлантике.
89 человек были представлены к наградам, из них пятеро к высшей награде Великобритании — Кресту Виктории.
В Великобритании за рейдом на Сен-Назер также закрепилось название «Рейд всех времён» (англ. The Greatest Raid of All).
Вошедший в состав королевского ВМФ в 1989 году фрегат класса тип-22 получил название «Кэмпбелтаун».

## Последствия
- После рейда на Сен-Назер немецкое командование было вынуждено усилить охрану побережья Нормандии, использовав для этого части, снятые с Восточного фронта.
- Важнейший порт, с помощью которого немцам можно было успешно противостоять силам Союзников, был выведен из строя.

## Любопытные факты
- Сержант Том Дюррант был посмертно награждён крестом Виктории по представлению офицера противника — командира немецкого эсминца «Ягуар» (Kapitänleutnant F. K. Paul). Случай уникальный в британской истории.